# Phenacogaster calverti
Phenacogaster calverti és una espècie de peix de la família dels caràcids i de l'ordre dels caraciformes.

## Morfologia
- Els mascles poden assolir 6 cm de llargària total i les femelles 8.[5]

## Hàbitat
Viu en zones de clima tropical entre 23 °C - 27 °C de temperatura.

## Distribució geogràfica
Es troba a Sud-amèrica, a les conques fluvials costaneres de Ceará i Paraíba (Brasil).